# 异硫氰酸苯酯
异硫氰酸苯酯（PITC）可作为反相高效液相色谱的柱前衍生试剂。
异硫氰酸苯酯也被用于埃德曼降解法，因而也被称作埃德曼试剂。

## 制备
使用苯胺与二硫化碳以及浓氨水反应生成苯基二硫代氨基甲酸铵，再与硝酸铅反应即可得到异硫氰酸苯酯：
也可以使用苯胺、亚硝酸钠和硫氰酸亚铜通过Sandmeyer反应合成异硫氰酸苯酯。